# Antonio Pinilla
 (septembre 2014).
Si vous disposez d'ouvrages ou d'articles de référence ou si vous connaissez des sites web de qualité traitant du thème abordé ici, merci de compléter l'article en donnant les références utiles à sa vérifiabilité et en les liant à la section « Notes et références ».
Antonio Pinilla Miranda, né le 25 février 1971 à Badalone (Catalogne, Espagne), est un footballeur espagnol qui jouait au poste d'attaquant. Il remporte la médaille d'or aux Jeux olympiques d'été de 1992 avec l'Espagne.

## Biographie

### En club
Antonio Pinilla se forme à La Masia, le centre de formation du FC Barcelone. Lors de la saison 1989-1990, l'entraîneur Johan Cruijff le fait débuter en première division le 18 février 1990 lors du match contre le Rayo Vallecano. Pinilla (19 ans) entre sur le terrain à la 66e minute à la place de Julio Salinas (victoire 4 à 1 du Barça).
Lors de la saison suivante (1990-1991), Barcelone remporte le championnat et Pinilla joue sept matchs. Il marque un but décisif lors de la 21e journée contre Valence CF. Cette même saison, il joue la finale de Coupe d'Europe des vainqueurs de coupe perdue face à Manchester United. Pinilla entre sur le terrain à la 73e minute à la place de José Ramón Alexanko.
La forte concurrence au sein du Dream team de Johan Cruijff pousse le Barça à prêter Antonio Pinilla au RCD Majorque. Sur l'île, Pinilla joue davantage (21 matchs, 4 buts), mais l'équipe termine à la dernière place et est reléguée en D2.
Lors de la saison 1992-1993, Pinilla est prêté à une autre équipe de première division : l'Albacete Balompié où il est titulaire. Il dispute 36 des 38 journées de championnat et marque 8 buts (2e meilleur buteur de l'équipe).
En été 1993, Pinilla se libère définitivement du FC Barcelone et il est recruté par le CD Tenerife où il joue pendant sept saisons. Avec Tenerife, il joue 130 matchs de championnat et marque 30 buts. Il dispute deux fois la Coupe de l'UEFA parvenant en demi-finales en 1997. Pinilla est l'auteur du premier but de l'histoire de Tenerife en compétition européenne : le 15 septembre 1993 contre l'AJ Auxerre. Lors de la saison 1998-1999, Tenerife descend en D2 mais Pinilla reste une saison de plus au club.
En 2000, Pinilla rejoint l'UD Salamanque qui joue en D2. Il y reste une saison (34 matchs et un but).
Lors de l'été 2001, il revient en Catalogne pour jouer avec le Gimnàstic de Tarragone qui vient de monter en D2. Pinilla inscrit sept buts mais le club descend en Segunda División B. Vers la fin de la saison, il se blesse gravement au genou. Il reste indisponible pendant six mois. Après s'être récupéré, il joue la seconde moitié de la saison 2002-2003 en Segunda división B avec le Nàstic. En 2003-2004, il est une pièce essentielle lors de la remontée du Gimnàstic en D2.
La saison 2005-2006 voit le Gimnàstic monter en première division. Pinilla joue un rôle clé dans cette promotion en D1 inscrivant cinq buts au cours des dix dernières journées. Pinilla est le capitaine de l'équipe lors de son retour en D1 en 2006-2007. Il joue 28 matchs et marque deux buts. Le club descend en D2.
Le 11 septembre 2007, le Gimnàstic remporte pour la première fois la Copa Catalunya en battant 2 à 1 le FC Barcelone. Pinilla inscrit un des buts. À la fin de la saison 2007-2008, le Gimnàstic se maintient en D2 et Antonio Pinilla annonce son retrait des terrains de football. Peu après, il est nommé directeur général du Gimnàstic. En décembre 2009, après l'arrivée d'un nouveau président, Pinilla cesse d'occuper cette fonction.

### Équipe nationale
Antonio Pinilla joue dans les catégories inférieures de l'équipe d'Espagne mais il ne débute pas avec l'équipe A.
Pinilla fait partie de l'équipe d'Espagne qui remporte la médaille d'or aux Jeux olympiques d'été de 1992. Il joue deux des six matchs de cette compétition.
Il joue la Coupe du monde des moins de 20 ans 1989 organisée en Arabie saoudite.

## Palmarès
Avec le FC Barcelone :
- Vainqueur de la Coupe d'Espagne en 1990
- Champion d'Espagne en 1991
- Vainqueur de la Supercoupe d'Espagne en 1991

Avec l'Espagne olympique :
- Médaillé d'or aux Jeux olympiques de 1992